# Sathinee Chankrachangwong
Sathinee Chankrachangwong (Thai: สาธินี จันทร์กระจ่างวงศ์; * 25. Juni 1982 in Bangkok) ist eine ehemalige thailändische Badmintonspielerin. 

## Sportliche Karriere
2004 startete Sathinee Chankrachangwong bei Olympia im Damendoppel mit Saralee Thungthongkam. Dort gewannen beide ihr Erstrundenmatch gegen Denyse Julien und Anna Rice aus Kanada mit 15:3 und 15:4. In der zweiten Runde besiegten sie Chikako Nakayama und Keiko Yoshitomi aus Japan mit 15:4 und 15:11. Die späteren Olympiasieger Zhang Jiewen und Yang Wei waren im Viertelfinale aber dann doch eine Nummer zu groß für die Thailänderinnen. Chankrachangwong und Thungthongkam wurden somit in der Endabrechnung Fünfte. Auch bei der Weltmeisterschaft 2006 kamen sie an den beiden Chinesinnen im Viertelfinale nicht vorbei und wurden erneut Fünfte. Schon bei der WM 2005 waren sie im Viertelfinale mit Gao Ling und Huang Sui an einer chinesischen Paarung gescheitert. 
National siegte sie erstmals bei den thailändischen Meisterschaften 2000 im Damendoppel mit Saralee Thungthongkam. Vier weitere Titel folgten 2002, 2004, 2005 und 2006.

## Referenzen
- Sathinee Chankrachangwong in der Datenbank von Olympedia.org (englisch)

| Personendaten    | Personendaten                    |
| ---------------- | -------------------------------- |
| NAME             | Chankrachangwong, Sathinee       |
| ALTERNATIVNAMEN  | สาธินี จันทร์กระจ่างวงศ์               |
| KURZBESCHREIBUNG | thailändische Badmintonspielerin |
| GEBURTSDATUM     | 25. Juni 1982                    |
| GEBURTSORT       | Bangkok                          |